# Tradwife

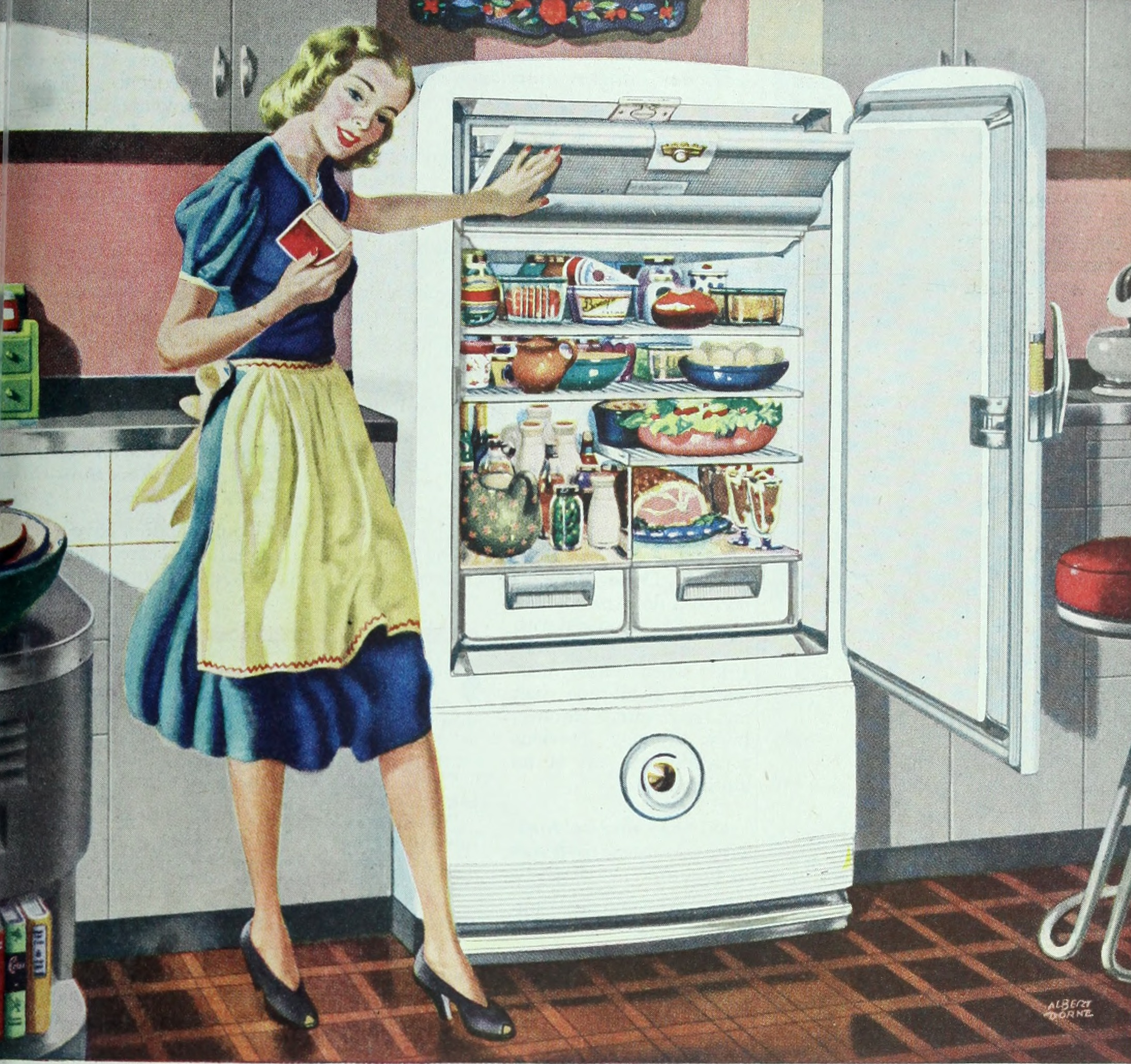
Publicité pour un réfrigérateur du Ladies' Home Journal (1948) qui représente le style de vie idéalisé par de nombreuses tradwives.

Le mouvement tradwife (abréviation de l'anglais traditional wife, en français « épouse traditionnelle ») est un mouvement prônant le retour d'un rôle de la femme mariée comme femme au foyer, dédiée à son mariage, sa famille et ses enfants, selon une approche traditionnelle.

## Historique

### Origines
L’Américaine Helen Andelin (en) publie en 1963 Fascinating Womanhood (en), une version actualisée de livrets anonymes originellement publiés en 1922 et contenant des préceptes sur la vie de couple. L'ouvrage a été édité à six reprises et s’est vendu à plus de deux millions d’exemplaires. Selon Salomé Saqué, le mouvement tradwife se fonde sur le modèle prôné par ce genre d'ouvrage.

### Popularité
Le mouvement tradwife apparait au XXIe siècle, les premières femmes se revendiquant comme telles apparaissant en Angleterre puis aux États-Unis dans les années 2010,. Par la suite, le mouvement émerge aussi dans des pays tels que l’Allemagne, le Brésil, le Canada, la France, et le Japon,,.
Le mouvement connaît un développement lors de la campagne de Donald Trump de 2016. Son slogan « Make America Great Again » est repris et transformé en « Make Traditional Housewives Great Again » [« rendre leur grandeur aux femmes au foyer traditionnelles »] par des tradwives,,. La popularité du mouvement tradwife a nettement augmenté à partir du début des années 2020, en raison des confinements résultant de la pandémie de Covid-19 qui ont conduit de nombreux ménages à rester à la maison, certains rejoignant par la suite le mouvement, ce que l’analyste Violette Soyez décrit comme « un véritable boom envers le mouvement tradwife ».
Le mouvement prend de l'ampleur sur les réseaux sociaux, où plusieurs influenceuses se positionnent sur le sujet. La plus connue est Alena Kate Pettit, qui a notamment créé une « femininity finishing school » au format de vlog sur le sujet. Le mouvement suscite des parodies en ligne, comme celles de Tyler Bender. Ces dernières années, selon la journaliste Juliette Gour, « il semblerait que les tradwives soient de plus en plus nombreuses, en Europe, aux USA et même en Asie ». Par ailleurs, si la plupart des premières tradwives sont des femmes blanches, le mouvement touche un nombre croissant de femmes noires.

## Caractéristiques

### Rôle dans le foyer
La tradwife est une femme au foyer, qui considère le mariage et la vie domestique comme le centre de ses préoccupations. Elle est entièrement dévouée à son mari, qui travaille ; elle reste principalement à la maison et son but est de s’occuper de sa famille, d'élever ses enfants et de tenir son intérieur,,. Ce modèle est parfois assimilé au stéréotype de la femme au foyer des années 1950. Les tradwives prônent ainsi un retour de la femme au sein du foyer, en conformité avec le rôle de genre assigné aux femmes, .
Le retour à un mode de vie jugé plus simple est mis en avant. Les tâches culinaires et ménagères font partie de leurs occupations privilégiées, ainsi que l’art de recevoir et souvent la couture. Certaines tradwives proposent des cours de cuisine, d’apprentissage du bon entretien de la maison, des conseils vestimentaires et des conseils beauté, ou encore des recommandations pour rendre son mari heureux.

### Esthétique
L'esthétique véhiculée par leur mode de vie est une part importante du mouvement. Une bonne partie des tradwives attachent un grand soin à leur esthétique vestimentaire et s’inspirent de l’apparence des pin-ups des années 1950 et de Marilyn Monroe, avec des jupes midi plissées,, des robes corsetées, des escarpins ou bottines à talons hauts, des décolletés,, et en cuisine des tabliers à froufrous, comme par exemple l’américaine Estee Williams,.
Une autre partie des tradwives s’inspirent de leur côté d'une esthétique plus rurale, avec principalement des robes longues couvrantes et sans décolletés, une mouvance vestimentaire désignée en anglais sous le terme de modest fashion. Le port quasi-exclusif de robes ou de jupes et l’absence de pantalons dans leur vestiaire est en commun à presque toutes les tradwives, la française Hanna Gas ayant ainsi créé une ligne de vêtements féminins entièrement dépourvue de pantalons et affirmant qu'adopter la robe et la jupe toute l'année transformerait notre « rapport au monde ».

### Diffusion
Le mouvement se popularise au début des années 2020 sur des plateformes comme TikTok, notamment via le hashtag #sahm pour « stay at home mother » (en français mère au foyer).

## Positionnement politique

### Idéologie
La base idéologique du mouvement est d'origine conservatrice, proche des mouvements évangélistes et de l'ultra-droite américaine, même si les tradwives se considèrent le plus souvent comme apolitiques. Des membres du mouvement se revendiquent « féminines, pas féministes », tandis que d'autres affirment au contraire que c'est leur libre choix de devenir femmes au foyer qui en fait des féministes,.
Interviewée par PopSugar (en), l'entrepreneuse et créatrice de contenu américaine Ebony Mackey déclare que « Being a tradwife is feminism to me. It's a woman's choice, and it's very powerful to maintain a home » (Être une tradwife est pour moi du féminisme. C'est le choix d'une femme, et entretenir un foyer la rend très puissante).

D'après un article de CNN :
« Leur politique, elle aussi, rappelle celle du boom de l’après-guerre (du moins, pour ceux qui étaient hétérosexuels, blancs et de la classe moyenne). Dans leur société idéale, les hommes sont les pourvoyeurs, les femmes sont les femmes au foyer et la famille nucléaire est le Saint Graal. ».

### Désaccords avec les mouvements féministes
Le mouvement a suscité des critiques de la part des mouvements féministes, arguant que la position de la femme à cette époque n'était guère enviable, et que prôner la soumission de la femme va à l'encontre des combats féministes récents. Certaines tradwives telles la Britannique Alena Kate Pettitt assument en effet pleinement le côté submissif du mouvement, allant jusqu'à affirmer à la BBC « Je veux me soumettre, garder la maison et gâter mon mari comme en 1959 ». Certaines positions des partisans du mode de vie tradwife peuvent occasionnellement revêtir un caractère homophobe, par exemple des leçons de présentation féminine pour « apprendre à ne pas s’habiller d’une façon qui pourrait être considérée comme lesbienne »,. La chercheuse Isabelle Schmoetten de l'association féministe luxembourgeoise Fraen an Gender tient cependant à nuancer l'aspect submissif des tradwives en rappelant que « ces femmes ont choisit cette voie, cette subordination, contrairement aux femmes des années 1950 qui, elles, y étaient bien souvent contraintes ».
Même si le mouvement date des années 2010, le concept d'un retour au traditionalisme en réponse aux avancées féministes est une idée ancienne, utilisant souvent des arguments perçus comme vrais mais ne correspondant pas à la réalité[pas clair], un sujet abordé dans le livre Backlash de Susan Faludi.
Les adeptes du mouvement tradwife estiment ne pas se reconnaître dans les combats féministes, estimant que leur désir est de combler ceux de leur mari, de tenir la maison et d'élever une famille. Elles sont en désaccord profond avec les combats féministes actuels, la militante tradwife Dixie Andelin Forsyth allant jusqu'à dire à leur sujet : « Merci pour les pantalons, mais on voit les choses d'une autre manière ». La plupart des tradwives ne considèrent cependant pas que le mouvement s'oppose au féminisme en soi, mais seulement aux excès du féminisme, une tradwife messine interviewée par RTL déclarant par exemple que « le féminisme est arrivé pour des raisons spécifiques qui étaient nécessaires, légitimes. Par contre aujourd'hui, je pense que beaucoup de combats sont inutiles, […] à vouloir tout déconstruire, on se débarrasse d'éléments qui rendent une société viable ».
En dehors des critiques formulées par les militantes féministes, il est parfois reproché aux influenceuses tradwives de présenter dans les vidéos qu'elles postent sur les réseaux sociaux une mise en scène de leur vie de femme au foyer davantage que leur véritable vie, et de présenter en conséquence une esthétique attirante mais peu réaliste et « inatteignable » pour celles qui souhaiteraient les imiter. Ainsi, à propos de la tradwife afro-allemande Nara Smith, des « internautes se demandent comment elle peut se filmer en train de cuisiner pour ses enfants et son mari tout en portant des vêtements extravagants et en restant élégante ». De même, une vidéo a largement circulé en ligne montrant une tradwife trébucher et tomber à plusieurs reprises lors d'une préparation culinaire diffusée en direct, les talons aiguilles qu'elle portait se révélant particulièrement inadaptés en cuisine lorsqu'un peu de crème anglaise se retrouva inopinément sur le sol et le rendit glissant.

## Influenceuses tradwives
La liste suivante regroupe quelques-unes des femmes que l'on pourrait appeler influenceuses tradwives, qui popularisent le mode de vie tradwife sur des plateformes telles que YouTube, Instagram ou TikTok ; la vaste majorité des véritables tradwives étant peu voire pas présente sur les réseaux sociaux.
- Alena Kate Pettitt, créatrice britannique du mouvement tradwife[14],[4],[34]
- Estee Williams, de Richmond (Virginie), l'une des plus célèbres tradwives américaines[35],[36]
- Hanna Gas, créatrice d'une ligne de vêtements féminins, se proclamant experte en « élégance, étiquette et savoir-vivre français »[35]
- Virginie Vota, française catholique[37]
- Ekaterina Anderson, russe orthodoxe[38]
- Ashley Babich, menant un style de vie campagnard, connue sous le pseudonyme Herblessedhome[39],[40]
- Bek Marsden, d'Utah[40]
- Erin Harrison, auteur du livre Keeper of the Homestead et gérante du site web homonyme[41]
- Alexia Delarosa, de San Diego, qui adopte un style de vie inspiré des années 1950[42]
- Hannah Neeleman, plus connue sous le pseudonyme BallerinaFarm, ancienne danseuse classique et reine de beauté vivant dans une ferme en Utah[43],[44]
- Gwen Swinarton, Canadienne, plus connue sous le pseudonyme Gwen The Milkmaid[45]
- Nara Smith (en), mannequin allemande d'origine sud-africaine vivant aux États-Unis[32],[45],[46]
- Hannahlee Yoder, afro-américaine[40]
- Jessieca Alford, d'origine congolaise, vivant à Los Angeles et publiant des contenus beauté à destination des femmes noires[40]
- Lillian Sediles, connue sous le pseudonyme The Postmodern Mom, américaine d'origine chinoise installée en Angleterre[16]
- Caitlin Ann Huber, connue sous le pseudonyme Mrs. Midwest, américaine chrétienne originaire du Michigan et ayant grandi au Canada[47]
- Victoria Yost, du Maryland, créatrice du site web Thyme and Tenderness, sous-titré Documenting the Beauty in Domesticity (soit documenter la beauté de la vie domestique)[48],[26]
- Rachel Joy, du Colorado[49]
- Madison Dastrup, d'Utah[50]
- Cynthia Loewen (en), ancienne Miss Canada qui abandonna une carrière de médecin pour devenir une tradwife[51] en affichant sur Instagram que « Devenir une femme traditionnelle ne m’a pas fait régresser »[52]

La militante politique française Thaïs d'Escufon est présentée comme une tradwife dans un certain nombre de publications francophones, bien qu'elle soit célibataire et sans enfant,.

## Controverses
Cette section ne s'appuie pas, ou pas assez, sur des sources secondaires ou tertiaires indépendantes du sujet. Le texte peut contenir des analyses inexactes ou inédites de sources primaires.
Pour l'améliorer, ajoutez-en, ou placez des modèles {{Source secondaire souhaitée}} ou {{Source secondaire nécessaire}} sur les passages mal sourcés. (octobre 2024)
- Si vous ne connaissez pas le sujet, laissez ce bandeau (vous pouvez alors contacter les auteurs).
- Si vous supprimez le contenu mis en cause (vous pouvez préalablement contacter les auteurs),

argumentez précisément cette suppression dans la page de discussion
(un manque de référence n'est pas un argument ; une recherche réelle de référence doit avoir été effectuée, être formellement documentée).

### Algorithmes
Le mouvement tradwife est extrêmement mis en avant sur les différentes plateformes car ses idées font débat et suscitent de l’engouement et par conséquent des réactions. Ce phénomène s’explique par le jeu des algorithmes, à savoir celui qui contrôle l’ordre de présentation des posts et des publicités dans le fil d’actualité, et montre aux utilisateurs ce qui est le plus susceptible de les intéresser. Comme l’écrivent Rémy Bourganel et al, « le rôle incontournable des techniques informatiques dans la sphère politique, sociale, industrielle et culturelle a placé les algorithmes sur le devant de la scène médiatique ».C’est là tout l’enjeu de la controverse autour du mouvement tradwife et de sa promotion d’un retour aux valeurs et principes des années 1950 à l’américaine. Cette controverse porte sur la manière dont, grâce aux algorithmes, les plateformes de médias sociaux recommandent et amplifient ce type de contenu et, par extension, peuvent influencer les perceptions culturelles et politiques en amplifiant certaines idées tout en en marginalisant d’autres. Les médias sociaux, qui englobent les plateformes en ligne permettant aux utilisateurs de créer, partager et consommer du contenu, qu’il soit textuel, visuel, sonore, sont largement soumis à ces algorithmes, qui viennent cristalliser le débat autour du mouvement tradwife et de ses idéaux.
Toute la discussion autour de ce mouvement vient du fait que les réseaux sociaux fonctionnent avec des algorithmes qui mettent en avant les posts les plus commentés et les plus partagés. « En ligne, plus un contenu est visionné, plus il génère de réactions et plus il sera mis en avant par les plateformes. De plus, les algorithmes vont valoriser auprès des utilisateurs les contenus qui présentent une similitude marquée avec ceux visionnés précédemment. Un utilisateur qui regardera une vidéo contenant des propos sexistes se verra proposer toujours plus de vidéos similaires, renforçant ainsi une bulle algorithmique qui contribue à normaliser et amplifier ces discours. Pour l’utilisateur, cette bulle algorithmique renforce le sentiment que ces opinions représentent la pensée générale ». Le mouvement tradwife, qui touche des sujets de fond encore en pleine construction, est l’exemple parfait de ce que le numérique peut faire en termes de polarisation et de mise en avant de polémiques. Il y avait eu un immense pic d’audience et de médias numériques qui évoquaient les problématiques qu'engendraient les contenus tradwife en 2021 et 2022, avant de diminuer quelque peu, bien que les influenceuses restent tout aussi actives sur le sujet.
Cela est plus amplement expliqué par un article d’Alexandra Deem, qui parvient à la conclusion que les réseaux sociaux ont un pouvoir polarisant du fait qu’ils jouent sur les émotions, et constituent une sorte de refuge pour les femmes tradwifes. Les algorithmes constituent une « porte » comme indique l’article, qui ouvre la voie à la création de cette communauté en reliant des contenus similaires. Par la suite, elle s’entretient grâce à la gestion des émotions et la construction de vérités alternatives et manipulées, permise par le numérique. Selon l’auteure, le mouvement tradwife repose sur « des pratiques émotionnelles organisées autour de mots-clé […] en ligne, qui lient ensemble une gamme croissante d’associations idéologiques, esthétiques, affectives et identitaires ».
Le mouvement des trad wives n’aurait très probablement pas eu la même ampleur sans les médias sociaux. Par exemple, Tik Tok est un acteur clé dans la propagation rapide des idées des trad wives, avec finalement assez peu de créatrices de contenu (une quinzaine environ) mais une couverture médiatique massive, grâce aux algorithmes.

### Stéréotypes de genre
Un point qui génère tout particulièrement de la polémique autour des tradwives concerne les stéréotypes de genre auxquels elles renvoient en permanence. L’argument des pro-tradwives tient souvent à dire que c’est un choix tout aussi légitime qu’une femme voulant se concentrer sur sa carrière par exemple. Or le mouvement va beaucoup plus loin que cela, avec par exemple Alena Kate Pettit, qui a tweeté sur X « husbands must always come first if you want a happy marriage », ce qui a beaucoup fait réagir la toile. Beaucoup d’internautes ont remarqué que cela n’est pas un simple choix comme un autre, car ce dernier met en péril des droits et statuts fondamentaux que les femmes ont mis des siècles à gagner.  
En plus des clichés genrés que promeuvent les tradwives, elles mettent également en avant une vision élitiste et assez peu représentative des femmes dans leurs discours. En effet, beaucoup des plus grandes influenceuses, notamment américaines, sont de confession mormone, ou du moins chrétienne. Elles sont aussi pour la plupart blanches, et issu d’un contexte familial ou d’un mariage aisé. C’est l’exemple des femmes des communautés noires qui historiquement, ont été et sont dans des situations moins aisées aux États-Unis, ont toujours eu à travailler pour subvenir aux besoins de leur famille. La vision de la femme traditionnelle prônée par les tradwives concerneraient alors que certaines communautés et classes sociales, et réduiraient d’autres réalités feminines à néant.

### Figure de la femme au foyer
Un autre paradoxe concerne  l’hypocrisie de la figure de la femme au foyer qui « ne travaille pas » par les tradwives qui pourtant, enregistrent, montent,  publient, et finalement, travaillent dans le domaine du numérique. Ces femmes ne sont plus des femmes au foyer comme elles le prétendent, mais représentent une nouvelle forme de femmes conservatrices articulée aux enjeux du numérique. Les trad wives se présentent comme déconnectées des violences du monde extérieur, mais à côté, elles sont plus connectées aux médias sociaux que la majorité des gens, et elles en retirent même des bénéfices financiers.

### Esthétisation sur Internet
La mise en avant des tradwife sur les réseaux sociaux est particulièrement prenant dans le sens où les plateforme comme YouTube, Instagram ou TikTok sont largement basées sur l'esthétisation pour attirer leur audience, tout comme la figure de la tradwife. Beaucoup d’entre elles s’inspirent, voire copient des figures féminines des années 1950 et 60, comme Marylin Monroe, portent des robes fleuries à tablier, sont toujours apprêtées et bien coiffées… L’une des tradwife les plus connue, Estee Williams, en a vraiment fait son outil de travail, avec des références explicites aux femmes post-Seconde Guerre mondiale que l’on pourrait s’imaginer dans les films ou publicités de l’époque.
C’est comme si les fonctionnalités du numérique se prêtaient particulièrement bien aux caractéristiques du mouvement tradwife, ce qui a permis une telle mise en avant de celle-ci. La preuve étant que de nombreux hommes commentent « j’aimerais tant avoir une femme comme elle » (par exemple sous les posts Instagram d’Estee Williams), en parlant de leur dévouement à leur mari certes, mais aussi en prenant probablement grandement en compte également leur physique.[Interprétation personnelle ?]
Que les utilisateurs des réseaux sociaux y adhèrent ou désapprouvent, leur comportement va se traduire par une forte activité que ce soit par des likes pour marquer leur approbation, ou par des partages pour montrer à leurs proches la vidéo par exemple. Ainsi, que l’utilisateur se positionne en accord ou en désaccord avec l’une ou plusieurs publications relevant du mouvement tradwife, l’utilisateur contribue à leur diffusion, en raison du fonctionnement des algorithmes. C’est pourquoi, les algorithmes favorisent les contenus polarisants en générant plus de réactions et de temps passé sur les plateformes. Ce phénomène apporte une justification au fait que le mouvement des trad wives s'est largement diffusé via des plateformes comme TikTok et Instagram, où le storytelling esthétique et la mise en scène de soi sont au cœur de la stratégie. Les quatre familles de présentation de soi en ligne : identité réelle / projetée et contenu sur qui on est / sur ce qu’on fait éclairent sur cette question de la mise en scène de soi. Les trad wives sont un peu au carrefour de ses quatre familles dans la mesure où elle présente un contenu tant sur qui elles sont que ce qu’elles font. Par contre elles ont bien une identité purement projetée, et non réelle.

### Liberté d’expression et régulation
Il existe une véritable tension entre la renaissance d’idées traditionnelles et le numérique. Plus qu’une corrélation, c’est une véritable causalité qui est mise en exergue. Certains comme Gilles Bastinsont catégoriques sur le rôle qu’Internet, et plus spécifiquement les algorithmes, tiennent dans la production du débat. Comme le souligne la journaliste indépendante Pauline Ferrari, les messages véhiculés par ce mouvement sont largement politiques. Se pose donc alors la question de la régulation de ces contenus.
La controverse sur le mouvement des tradwives interroge la possibilité d’une régulation des contenus en ligne par les plateformes elles-mêmes ou d’autres acteurs. Face à la montée de publications controversées telles que celles des tradwives, les plateformes doivent s’adapter et trouver des solutions efficaces afin de garantir un contenu modéré et nuancé. On distingue deux types de modération, en fonction de qui l’effectue : la modération algorithmique et la modération humaine, effectuées respectivement par l’intelligence artificielle ou par des expertsAujourd’hui, l’essor de l’intelligence artificielle a révolutionné la pratique de la modération des contenus en ligne. Par un système automatique de détection de mots clefs, d’images, d’emoji… l’intelligence artificielle identifie les éléments problématiques. Cette technique est rapide, pratique et efficace. Néanmoins, elle ne laisse aucune place à la nuance. Par exemple, les algorithmes d’IA pourraient identifier certains contenus éducatifs et pédagogiques comme problématiques car ils contiendraient les mots ou les images à bannir.
Cette limite peut être éviter avec la modération humaine. En effet, on peut supposer qu’un humain fera davantage la différence entre des contenus purement offensants, des contenus simplement divertissants et des contenus à finalité éducative. Contrairement aux algorithme d’IA, l’humain prend en compte le contexte (sociaux, politiques, culturels…) dans lequel s’inscrit la controverses. Cette compréhension permet à aux décisions prises d’être adaptées à chaque situation, par exemple lors de l’utilisation d’éléments ironiques ou sarcastiques. En 2025, des plateforme comme Meta investissent dans la modération humaine afin de traiter les contenus polémiques.
Par ailleurs, la question d’une potentielle régulation du contenu sur les plateformes soulève la question de la liberté d’expression. D’une part, rendre obligatoire et systématique une modération du contenu des plateforme pourrait mettre à mal la liberté d’expression. D’autre part, les plateformes ont une portée transnationale, contrairement au concept de liberté d’expression, dont les limites sont propres à la règlementation de chaque pays. Ceci constitue donc le terreau d’une ambiguïté sur les limites que les plateformes devraient mettre en place sur leur contenu. Les pays n’ont pas la même tolérance, ni la même règlementation ou les mêmes lois en matière de liberté d’expression.
Par exemple, les États-Unis se distinguent des autres démocraties dans la mesure où la liberté d’expression y est considérée comme absolue. Ainsi, le premier amendement de la Constitution des Etats-Unis consacre la valeur constitutionnelle de la liberté d’expression : « Le Congrès n'adoptera aucune loi relative à l'établissement d'une religion, ou à l'interdiction de son libre exercice ; ou pour limiter la liberté d'expression, de la presse ou le droit des citoyens de se réunir pacifiquement ou d'adresser au Gouvernement des pétitions pour obtenir réparations des torts subis. ». Par ailleurs, à plusieurs reprises, la Cour suprême précise que ce premier amendement n’exclut pas les discours de haine (Beauharnais v. Illinois, 1952 ; Matal v. Tam, 2017).
À l’inverse, en France, il est pénalement répréhensible de tenir des propos raciste, sexiste, de désinformation, etc. La Déclaration des droits de l’homme et du citoyen de 1789 pose le principe de la liberté d’expression (articles 10 et 11). Toutefois, cette liberté trouve des limites légales. Par exemple, la loi du 29 juillet 1881 sur la liberté de la presse interdit l’injure, la diffamation, la provocation aux crimes et délits et les outrages.
Les réseaux sociaux, qui favorisent la libre expression de chacun, impliquent un bouleversement des frontières nationales. En France, la loi Avia de 2020 contre les contenus haineux sur internet permettait aux plateformes de supprimer tout contenu considéré comme illicite après avoir été alerté par une ou plusieurs personnes. Mais après son adopté par l’Assemblée nationale le 13 mai, le Conseil constitutionnel, saisit par des sénateurs de l’opposition, juge inconstitutionnel la majorité des dispositions législatives, notamment car il porte une atteinte à la liberté d’expression.
Ainsi, la liberté d’expression n’a pas les mêmes limites selon le pays où l’on se trouve. Or, les plateformes telles que Meta n’ont pas, ou peu, de limite. Dès lors, il apparait nécessaire de trouver un équilibre entre une régulation du contenu diffusé sur les plateformes et la préservation de la liberté d’expression.